# Алисейед
Алисейед (перс. علی سید‎) — село на севере Ирана, в остане Альборз. Входит в состав шахрестана Назарабад. Является частью дехестана (сельского округа) Танкеман бахша Танкеман.

## География
Село находится в юго-западной части Альборза, к югу от гор Эльбурс, на расстоянии приблизительно 24 километров к западу от Кереджа, административного центра провинции. Абсолютная высота — 1276 метров над уровнем моря.

## Население
По данным переписи 2006 года население села составляло 264 человека (141 мужчина и 123 женщины). В Алисейеде насчитывалось 68 домохозяйств. Уровень грамотности населения составлял 65,53 %. Уровень грамотности среди мужчин составлял 68,79 %, среди женщин — 61,79 %.